# ドイツ法律アカデミー
ドイツ法律アカデミー（ドイツ語: Akademie für deutsches Recht）は、ナチスが主宰した法律研究機関。主に産業界からの寄付支援によって運営された。

## 概要
ナチ党の専属弁護士・党法務部長であり、国会議員・法律問題国家弁務官となったハンス・フランクが1933年に設立した。
アカデミーのそもそもの設立目的は、ヒトラーのナチスの法制に対して影響力を行使することであった。法務大臣フランツ・ギュルトナー、フランツ・シュレーゲルベルガーなど閣僚・官僚が特権的に組織した刑法委員会編纂の刑法典法案と、法案成立を争った。
メンバーは著名な法律家、政治家、経営者、学者であった。
- 法律家 -  ハンス・フランク、 オットー・ゲオルク・ティーラック、カール・シュミット、ローラント・フライスラー、ヴァルター・ブーフ、フリードリヒ・グリム（ドイツ語版）、カール・マリア・ヘットラージ（ドイツ語版）、ハーバート・マイヤー（ドイツ語版）、ポール・リッターブッシュ（ドイツ語版）、エバーハルト・シュミット（ドイツ語版）、ヴォルフガング・ジーベルト（ドイツ語版）、オットー・ゲオルク・ティーラック、フランツ・ヴィッカー（ドイツ語版）、ハンス・ウルディンガー（ドイツ語版）、エトムント・メツガー（ドイツ語版）、ヨハネス・ナグラー（ドイツ語版）、ハンス・カール・ニッパーダイ（ドイツ語版）
- メディア - ユリウス・シュトライヒャー、マックス・ヒルデベルト・ベーム（ドイツ語版）、エルンスト・ヒューゴ・コーレル（ドイツ語版）

- 政治家 - ヘルマン・ゲーリング、ヨーゼフ・ゲッベルス、ルドルフ・ヘス、ハインリヒ・ヒムラー、アルフレート・ローゼンベルク、ヴィルヘルム・フリック、カール・ゲルデラー、フランツ・フォン・パーペン（ドイツ語版）、ヨハネス・ポーピッツ
- 学者 - カール・クリスチャン・フォン・レシュ（ドイツ語版）、ヴェルナー・ゾンバルト（ドイツ語版）、ヤーコプ・フォン・ユクスキュル、マルティン・ハイデッガー
- 軍人 - ウィルヘルム・アレンツ（ドイツ語版）、ホルスト・バルトロメジク（ドイツ語版）、カール・アウグスト・エックハルト（ドイツ語版）、カール・ハウスホーファー（ドイツ語版）

- 実業家 - カール・ボッシュ、フリードリヒ・フリック（ドイツ語版）、フリッツ・ティッセン、 カール・デュースベルク（ドイツ語版）、フリードリヒ・ミヌー（ドイツ語版）

1934年7月11日にドイツの公益法人となり、1935年には反ユダヤ主義のニュルンベルク法が成立した。1936年には同法案作成に関与したヴィルヘルム・シュトゥッカートもメンバーとなった。
アカデミーは幅広く代議活動や出版活動を行い、また人目を引く国際会議を開催するなどして、ドイツ第三帝国の栄誉のひとつになった。委員会はナチスの新法「民族法」（断種法）施行のための根拠を構築しようと試みた。

## 出版物
- Jahrbuch der Akademie für deutsches Recht (Yearbook of the Academy for German Law)
- Zeitschrift der Akademie für deutsches Recht (Journal of the Academy for German Law) — monthly
- Schriftenreihe der Akademie für deutsches Recht (Publications of the Academy for German Law)